# 爪哇肖峭
爪哇肖峭（学名：Tetragnatha javana），又名爪哇長腳蛛，为肖峭科肖峭属的动物。分布于非洲至日本、台湾岛以及中国大陆的广东、江西、四川、湖南、湖北、江苏、浙江、安徽、山东、西藏、陕西、河南、福建等地，主要生活于稻田、棉田、玉米地。